# Lina Larissa Strahl/Diskografie
Diese Diskografie ist eine Übersicht über die musikalischen Werke der deutschen Popsängerin Lina Larissa Strahl. Den Schallplattenauszeichnungen zufolge hat sie bisher mehr als 500.000 Tonträger verkauft. Ihre erfolgreichsten Veröffentlichungen sind die Hörspiele Bibi & Tina: Voll verhext! und Bibi & Tina: Mädchen gegen Jungs mit je über 200.000 verkauften Einheiten.

## Alben

### Studioalben
| Jahr | Titel Musiklabel                      | Höchstplatzierung, Gesamtwochen, AuszeichnungChartplatzierungen (Jahr, Titel, Musiklabel, Platzierungen, Wochen, Auszeichnungen, Anmerkungen) | Höchstplatzierung, Gesamtwochen, AuszeichnungChartplatzierungen (Jahr, Titel, Musiklabel, Platzierungen, Wochen, Auszeichnungen, Anmerkungen) | Höchstplatzierung, Gesamtwochen, AuszeichnungChartplatzierungen (Jahr, Titel, Musiklabel, Platzierungen, Wochen, Auszeichnungen, Anmerkungen) | Anmerkungen                                            |
| Jahr | Titel Musiklabel                      | DE | AT | CH | Anmerkungen                                            |
| ---- | ------------------------------------- | --- | --- | --- | ------------------------------------------------------ |
| 2016 | Official BMG Rights Management (Sony) | DE12 Gold · (37 Wo.)DE | AT55 (1 Wo.)AT | — | Erstveröffentlichung: 27. Mai 2016 Verkäufe: + 100.000 |
| 2017 | Ego BMG Rights Management (WMG)       | DE4 (27 Wo.)DE | AT25 (5 Wo.)AT | CH73 (3 Wo.)CH | Erstveröffentlichung: 3. November 2017                 |
| 2018 | R3bellin BMG Rights Management (WMG)  | DE2 (19 Wo.)DE | AT10 (3 Wo.)AT | CH25 (1 Wo.)CH | Erstveröffentlichung: 9. November 2018                 |
| 2023 | 24/1 BMG Rights Management (WMG)      | DE9 (1 Wo.)DE | — | — | Erstveröffentlichung: 3. März 2023                     |

### EPs
| Jahr | Titel Musiklabel                        | Anmerkungen                                                             |
| ---- | --------------------------------------- | ----------------------------------------------------------------------- |
| 2017 | Unverstärkt BMG Rights Management (WMG) | Erstveröffentlichung: 3. November 2017 Verkäufe werden Ego hinzuaddiert |
| 2020 | Meins Selbstverlag                      | Erstveröffentlichung: 27. November 2020                                 |
| 2021 | Stay at Home Selbstverlag               | Erstveröffentlichung: 26. März 2021                                     |

### Soundtracks
| Jahr | Titel Musiklabel                          | Anmerkungen                                             |
| ---- | ----------------------------------------- | ------------------------------------------------------- |
| 2022 | Alle für Ella BMG Rights Management (WMG) | Erstveröffentlichung: 5. September 2022 Various Artists |

## Singles

### Als Leadsängerin
| Jahr | Titel Album                                                   | Höchstplatzierung, Gesamtwochen, AuszeichnungChartplatzierungen (Jahr, Titel, Album, Platzierungen, Wochen, Auszeichnungen, Anmerkungen) | Höchstplatzierung, Gesamtwochen, AuszeichnungChartplatzierungen (Jahr, Titel, Album, Platzierungen, Wochen, Auszeichnungen, Anmerkungen) | Höchstplatzierung, Gesamtwochen, AuszeichnungChartplatzierungen (Jahr, Titel, Album, Platzierungen, Wochen, Auszeichnungen, Anmerkungen) | Anmerkungen                                                                      |
| Jahr | Titel Album                                                   | DE | AT | CH | Anmerkungen                                                                      |
| --- | ------------------------------------------------------------- | --- | --- | --- | -------------------------------------------------------------------------------- |
| 2013 | Freakin’ Out Dein Song 2013 (Sampler)                         | DE63 (1 Wo.)DE | — | — | Erstveröffentlichung: 22. März 2013 mit MIA.                                     |
| 2013 | Richtig gehört –                                              | — | — | — | Erstveröffentlichung: 27. September 2013                                         |
| 2014 | Dreams –                                                      | — | — | — | Erstveröffentlichung: 3. Oktober 2014                                            |
| 2015 | Wie ich bin Official                                          | — | — | — | Erstveröffentlichung: 18. März 2015                                              |
| 2016 | Ohne dieses Gefühl Official                                   | — | — | — | Erstveröffentlichung: 6. Mai 2016                                                |
| 2016 | Tohuwabohu Bibi & Tina: Tohuwabohu Total (O.S.T.)             | — | — | — | Erstveröffentlichung: 23. Dezember 2016 mit Louis Held                           |
| 2017 | Wunder Bibi und Tina: Tohuwabohu total (O.S.T.)               | — | — | — | Erstveröffentlichung: 10. Februar 2017                                           |
| 2017 | Glitzer Ego                                                   | — | — | — | Erstveröffentlichung: 28. Juli 2017                                              |
| 2018 | Rebellen R3bellin                                             | — | — | — | Erstveröffentlichung: 28. September 2018                                         |
| 2020 | Meins                                                         | — | — | — | Erstveröffentlichung: 27. November 2020                                          |
| 2021 | Wasser –                                                      | — | — | — | Erstveröffentlichung: 17. Dezember 2021                                          |
| 2022 | Look Up to the Sky –                                          | — | — | — | Erstveröffentlichung: 11. März 2022                                              |
| 2022 | Meine Fehler Alle für Ella (O.S.T.)                           | — | — | — | Erstveröffentlichung: 3. Juni 2022 mit Safira Robens & Virginia Woolfpack        |
| 2022 | Lonely Star Alle für Ella (O.S.T.)                            | — | — | — | Erstveröffentlichung: 22. Juli 2022 mit Safira Robens & Virginia Woolfpack       |
| 2022 | Offenes Verdeck 24/1                                          | — | — | — | Erstveröffentlichung: 5. August 2022                                             |
| 2022 | Caprisonnen 24/1                                              | — | — | — | Erstveröffentlichung: 30. September 2022                                         |
| 2022 | Schön genug 24/1                                              | — | — | — | Erstveröffentlichung: 25. November 2022                                          |
| 2023 | Klippe 24/1                                                   | — | — | — | Erstveröffentlichung: 20. Januar 2023                                            |
| Folgende Lieder erschienen nicht als Single, wurden aber durch das Album zum Download und Streaming bereitgestellt und konnten somit eine Platzierung erlangen: |                                                               | | | |                                                                                  |
| |                                                               | | | |                                                                                  |
| 2016 | Mädchen gegen Jungs Bibi & Tina: Mädchen gegen Jungs (O.S.T.) | DE97 (2 Wo.)DE | — | — | Charteinstieg: 29. Januar 2016 mit Louis Held, Lisa-Marie Koroll & Philipp Laude |

### Als Gastsängerin
| Jahr | Titel Album                                                        | Höchstplatzierung, Gesamtwochen, AuszeichnungChartplatzierungen (Jahr, Titel, Album, Platzierungen, Wochen, Auszeichnungen, Anmerkungen) | Höchstplatzierung, Gesamtwochen, AuszeichnungChartplatzierungen (Jahr, Titel, Album, Platzierungen, Wochen, Auszeichnungen, Anmerkungen) | Höchstplatzierung, Gesamtwochen, AuszeichnungChartplatzierungen (Jahr, Titel, Album, Platzierungen, Wochen, Auszeichnungen, Anmerkungen) | Anmerkungen                                                                        |
| Jahr | Titel Album                                                        | DE | AT | CH | Anmerkungen                                                                        |
| ---- | ------------------------------------------------------------------ | --- | --- | --- | ---------------------------------------------------------------------------------- |
| 2022 | Wenn ich die Augen schließe (Achtabahn Mix) Alle für Ella (O.S.T.) | — | — | — | Erstveröffentlichung: 2. September 2022 Rote Mütze Raphi feat. Lina Larissa Strahl |
| 2024 | Up, Up, Up (Nobody’s Perfect) –                                    | DE87 (2 Wo.)DE | AT67 (2 Wo.)AT | — | Erstveröffentlichung: 10. Mai 2024 Luca-Dante Spadafora feat. Lina                 |

## Musikvideos
| Jahr | Titel                                       | Regisseur(e)                    |
| ---- | ------------------------------------------- | ------------------------------- |
| 2013 | Freakin’ Out                                | Andreas Z. Simon                |
| 2013 | Richtig gehört                              |                                 |
| 2013 | Dreams                                      |                                 |
| 2016 | Wie ich bin                                 |                                 |
| 2016 | Ohne dieses Gefühl                          | Timo Sonnenschein               |
| 2016 | Egal                                        | Timo Sonnenschein (2 Versionen) |
| 2017 | X                                           | Timo Sonnenschein               |
| 2017 | Glitzer                                     | Timo Sonnenschein               |
| 2017 | Unser Film                                  | Timo Sonnenschein               |
| 2017 | 100 Prozent                                 | Timo Sonnenschein               |
| 2018 | Egoist                                      | Timo Sonnenschein               |
| 2018 | Rebellen                                    | Timo Sonnenschein               |
| 2018 | Hype                                        | Timo Sonnenschein               |
| 2020 | Meins                                       | Timo Sonnenschein               |
| 2021 | Wasser                                      | Lina Larissa Strahl             |
| 2022 | Look Up to the Sky                          | Mohammad Farokhmanesh           |
| 2022 | Meine Fehler                                | Teresa Fritzi Hoerl             |
| 2022 | Lonely Star                                 | Teresa Fritzi Hoerl             |
| 2022 | Offenes Verdeck                             | Mightkillya, Rawsouls           |
| 2022 | Wenn ich die Augen schließe (Achtabahn Mix) | Teresa Fritzi Hoerl             |
| 2022 | Caprisonnen                                 | Svenja Trierscheid              |
| 2022 | Schön genug                                 | Ricarda Haehn                   |
| 2024 | Up, Up, Up (Nobody’s Perfect)               | Luca-Dante Spadafora            |

## Sonderveröffentlichungen

### Alben
| Jahr | Titel Musiklabel                             | Anmerkungen                                                              |
| ---- | -------------------------------------------- | ------------------------------------------------------------------------ |
| 2016 | Official (Plus) BMG Rights Management (Sony) | Erstveröffentlichung: 27. Mai 2016 Verkäufe werden Official hinzuaddiert |

| Jahr | Titel Musiklabel                              | Anmerkungen                                                                  |
| ---- | --------------------------------------------- | ---------------------------------------------------------------------------- |
| 2017 | Ego (Fanbox) BMG Rights Management (WMG)      | Erstveröffentlichung: 3. November 2017 Verkäufe werden Ego hinzuaddiert      |
| 2018 | R3bellin (Fanbox) BMG Rights Management (WMG) | Erstveröffentlichung: 9. November 2018 Verkäufe werden R3bellin hinzuaddiert |

### Lieder
| Jahr | Titel Album                                  | Anmerkungen                                                                 |
| ---- | -------------------------------------------- | --------------------------------------------------------------------------- |
| 2017 | Unser Tag Helene Fischer (Limitierte Fanbox) | Erstveröffentlichung: 12. Mai 2017 Helene Fischer feat. Lina Larissa Strahl |

| Jahr | Titel Album                                                 | Anmerkungen                                  |
| ---- | ----------------------------------------------------------- | -------------------------------------------- |
| 2013 | Freakin’ Out Dein Song 2013                                 | Erstveröffentlichung: 22. März 2013 mit MIA. |
| 2015 | Lasst uns froh und munter sein Giraffenaffen 4 – Winterzeit | Erstveröffentlichung: 6. November 2015       |
| 2016 | Ein Mann, der sich Kolumbus nannt Giraffenaffen 5           | Erstveröffentlichung: 28. Oktober 2016       |

| Jahr | Titel Soundtrack zu                                  | Anmerkungen |
| ---- | ---------------------------------------------------- | --- |
| 2014 | Up, Up, Up (Nobody’s Perfect) Bibi & Tina            | Erstveröffentlichung: 27. Februar 2014                                                                           |
| 2014 | Tür auf Bibi & Tina                                  | Erstveröffentlichung: 27. Februar 2014                                                                           |
| 2014 | Big Bang Bibi & Tina: Voll verhext!                  | Erstveröffentlichung: 19. Dezember 2014 mit Fabian Buch                                                          |
| 2014 | Ich bleib hier Bibi & Tina: Voll verhext!            | Erstveröffentlichung: 19. Dezember 2014                                                                          |
| 2014 | No Risk, No Fun Bibi & Tina: Voll verhext!           | Erstveröffentlichung: 19. Dezember 2014 mit Emilio Moutaoukkil                                                   |
| 2016 | Bester Sommer Bibi & Tina: Mädchen gegen Jungs       | Erstveröffentlichung: 15. Januar 2016                                                                            |
| 2016 | Feuer, Feuer! Bibi & Tina: Mädchen gegen Jungs       | Erstveröffentlichung: 15. Januar 2016                                                                            |
| 2016 | Happy End Bibi & Tina: Mädchen gegen Jungs           | Erstveröffentlichung: 15. Januar 2016                                                                            |
| 2016 | Mädchen gegen Jungs Bibi & Tina: Mädchen gegen Jungs | Erstveröffentlichung: 15. Januar 2016 mit Louis Held, Lisa-Marie Koroll & Philipp Laude                          |
| 2017 | Elf Gewinner Bibi & Tina: Tohuwabohu Total           | Erstveröffentlichung: 24. Februar 2017 mit Liam Bitteroff, Lisa-Marie Koroll, Ilyes Moutaoukkil & Altamasch Noor |
| 2017 | Tohuwabohu Bibi & Tina: Tohuwabohu Total             | Erstveröffentlichung: 24. Februar 2017 mit Louis Held                                                            |
| 2017 | Was würdest du tun? Bibi & Tina: Tohuwabohu Total    | Erstveröffentlichung: 24. Februar 2017                                                                           |
| 2017 | Wunder Bibi & Tina: Tohuwabohu Total                 | Erstveröffentlichung: 24. Februar 2017                                                                           |

## Hörspiele
| Jahr | Titel Musiklabel                                                 | Anmerkungen                                                                                |
| ---- | ---------------------------------------------------------------- | ------------------------------------------------------------------------------------------ |
| 2014 | Bibi & Tina Kiddinx (WMG)                                        | Erstveröffentlichung: 27. Februar 2014 Various Artists                                     |
| 2014 | Bibi & Tina: Voll verhext! Kiddinx (WMG)                         | Erstveröffentlichung: 19. Dezember 2014 · Verkäufe: + 200.000; DE: Platin; Various Artists |
| 2016 | Bibi & Tina: Mädchen gegen Jungs Kiddinx (WMG)                   | Erstveröffentlichung: 15. Januar 2016 · Verkäufe: + 200.000; DE: Platin; Various Artists   |
| 2016 | Vaiana: Das Original-Hörspiel zum Film Walt Disney Records (WDR) | Erstveröffentlichung: 22. November 2016 Various Artists                                    |
| 2017 | Bibi & Tina: Tohuwabohu Total Kiddinx (WMG)                      | Erstveröffentlichung: 24. Februar 2017 Various Artists                                     |

## Statistik

### Chartauswertung
|                     | DE    | AT    | CH    |
| ------------------- | ----- | ----- | ----- |
| Nummer-eins-Alben   | DE—DE | AT—AT | CH—CH |
| Top-10-Alben        | DE3DE | AT1AT | CH—CH |
| Alben in den Charts | DE4DE | AT3AT | CH2CH |

|                       | DE    | AT    | CH    |
| --------------------- | ----- | ----- | ----- |
| Nummer-eins-Singles   | DE—DE | AT—AT | CH—CH |
| Top-10-Singles        | DE—DE | AT—AT | CH—CH |
| Singles in den Charts | DE3DE | AT1AT | CH—CH |

### Auszeichnungen für Musikverkäufe
Anmerkung: Auszeichnungen in Ländern aus den Charttabellen bzw. Chartboxen sind in ebendiesen zu finden.
| Land/RegionAuszeichnungen für Musikverkäufe (Land/Region, Auszeichnungen, Verkäufe, Quellen) | Gold  | Platin     | Verkäufe | Quellen           |
| -------------------------------------------------------------------------------------------- | ----- | ---------- | -------- | ----------------- |
| Deutschland (BVMI)                                                                           | Gold1 | 2× Platin2 | 500.000  | musikindustrie.de |
| Insgesamt                                                                                    | Gold1 | 2× Platin2 |          |                   |